# Wi-Fi (marque)
Pour les articles homonymes, voir Wi-Fi (homonymie).
Wi-Fi est une marque détenue par le consortium Wi-Fi Alliance. Un constructeur informatique ou un fabricant de smartphones produisant un produit compatible avec une des normes IEEE 802.11 doit demander à la Wi-Fi Alliance le droit d'apposer le nom Wi-Fi et le logo correspondant.
En France, la société Wi-Fi Alliance a déposé à l'INPI les marques Wi-Fi (le 4 août 2000) et WiFi (le 26 février 2002) dans la seule classe 9 (matériel informatique et périphériques, à savoir, produits sans fil pour réseaux locaux). D'autres sociétés ont également déposé des marques composées des lettres WiFi, voire la marque Wi-Fi dans d'autres classes comme le 16 juin 2010 par la société britannique The Cloud Networks Limited.

## Le nom «Wi-Fi»

Le logo Wi-Fi

Le terme « Wi-Fi » est largement connu pour être la contraction de « Wireless Fidelity », mais c’est une explication erronée, comme l’explique Phil Belanger, un des fondateurs de la Wi-Fi Alliance, anciennement WECA, commanditaire de cette dénomination,,.
En fait le groupe avait demandé à une agence de publicité de lui proposer un nom plus facile à utiliser que « IEEE 802.11b Direct Sequence Spread Spectrum ». L’agence leur a proposé une dizaine de noms ; parmi ceux-ci, la Wi-Fi Alliance, alors appelée WECA, choisit celui-de « Wi-Fi » qui sonnait un peu comme « Hi-fi ». Initialement, cela n’avait pas un sens précis ; mais pour que le grand public comprenne mieux de quoi il s’agissait, la WECA présente ce nom avec le slogan : « The Standard for Wireless Fidelity » (« Le standard pour la fidélité sans-fil »). 
Ainsi, même si associer « fidélité » à la technique de réseau sans fil a peu de sens, le but marketing de diffuser un terme populaire pour la norme « IEEE 802.11b » a été atteint. 
Lorsque le terme Wi-Fi est apparu, certains constructeurs et revendeurs l’ont associé à des équipements ne supportant pas la technologie « IEEE 802.11 » mais étant compatibles avec une technique de réseau sans fil, par exemple :
- réseaux sans fils personnels WPAN Wireless Personal Area Networks : Bluetooth, Infrarouge, ZigBee ;
- réseaux sans fils locaux WLAN – Wireless Local Area Networks : Wi-Fi, HiperLAN ;
- réseaux sans fils métropolitains WMAN – Wireless Metropolitain Area Networks : BLR (boucle locale radio), WiMAX ;

Le mot « Wi-Fi », avec le « W » et le « F » majuscules, garantit la compatibilité avec les spécifications d’interopérabilité 802.11 de la WECA (on le trouve aussi écrit tout en majuscule). Il est représenté par un logo déposé, le « Wi » est écrit en blanc sur un fond noir, le « Fi » est écrit en noir sur un fond blanc. Le tout avec le petit « ™ », signifiant « trademark » (marque commerciale).
Sur un équipement que l’on souhaite acheter, le logo Wi-Fi blanc et noir, ou la mention du standard « IEEE 802.11 », garantit que le matériel est compatible avec une des versions des normes de réseau sans fil « IEEE 802.11 ». Aujourd’hui, compte tenu de l’évolution des normes 802.11, il est prudent de vérifier quel standard respecte un équipement : IEEE 802.11b, 802.11g, 802.11n ou bien 802.11ac. Le logo Wi-Fi avec un rond noir en arrière-plan, signifie que l’on se trouve dans une zone où un réseau Wi-Fi « IEEE 802.11 » est présent.